# Stefano Seedorf
Stefano Seedorf (født i Zaanstad den 28. april 1982) er en hollandsk fodboldspiller som i øjeblikket spiller for FC Groningen i den hollandske Eredivisie.
Seedorf begyndte at spille fodbold hos Hellas Sport og blev set af AFC Ajax' talentspejdere. I 2001/2002 sæsonen debuterede han og i den følgende sæson spillede han 4 kampe.
Fordi han ikke fik spillet nok skiftede han til NAC Breda, hvor han spillede 29 kampe og scorede 7 gange.
Seedorf forlod efter 1 sæson NAC Breda, og spiller siden sommer 2004 for FC Groningen, hvor han i første sæson spillede 28 kampe og scorede 7 gange. Seedorf har en kontrakt til 2007 hos FC Groningen.